# Thermische Nachverbrennung
Die thermische Nachverbrennung (TNV) (englisch thermal oxidizer), thermische Verbrennung oder thermische Abgasreinigung ist ein Verfahren zur thermischen Abgasreinigung. Sie erfolgt in der Regel unter Einsatz von Zusatzenergie und wird bevorzugt zur Minderung von Gesamtkohlenstoffemissionen eingesetzt.

## Grundlagen
Das mit brennbaren – üblicherweise organischen – Verbindungen beladene Abgas wird in einem Brennraum bei Temperaturen verbrannt, die üblicherweise über 800 °C liegen. Um den Brennraum aufzuheizen und eine notwendige Betriebstemperatur aufrechtzuerhalten, wird ein Brenner benötigt. Die Ausführung des Brenners kann bei Anlagen zur thermischen Nachverbrennung sehr unterschiedlich sein. So können beispielsweise Punktbrenner, Drallbrenner oder Flächenbrenner zum Einsatz kommen. Ein autothermer Betrieb der Anlage ist ab einem Gehalt an Gesamtkohlenstoff von ungefähr 5 g/m3 möglich. Sofern dies nicht möglich ist, muss flüssiger oder gasförmiger Brennstoff oder eine Kombination aus beiden dem Abgas zugefügt werden. Ebenso ist eine Zuführung von Verbrennungsluft notwendig, wenn das Abgas zu wenig molekularen Sauerstoff enthält. Verweilzeit und Verbrennungstemperatur richten sich nach der Art der zu verbrennenden Verbindungen. Da die Abgaszusammensetzungen starken Schwankungen unterliegen können, erfolgt die Regelung der zu erzielenden Verbrennungstemperatur normalerweise über die Brennstoffzufuhr. Bei zu starken Schwankungen, wie sie beispielsweise während eines Batchbetriebs erfolgen, ist eine Vergleichmäßigung der Konzentrationen des zu behandelnden Abgases erforderlich.
Zur Brennstoffersparnis wird häufig ein kontinuierlich arbeitender Wärmeübertrager (Rekuperator) eingesetzt, mit dem das zu verbrennende Abgas durch das verbrannte Abgas erwärmt wird. Der Wirkungsgrad eines solchen Wärmeübertragers liegt unterhalb dem eines Regenerators, ist aber einfacher in der Verschaltung.
Eine wichtige Kenngröße der thermischen Nachverbrennung ist der Ausbrandgrad, der die Größe des Anteils der vollständig umgesetzten brennbaren Substanzen ist. Er kann im Wesentlichen durch Änderung der Parameter
- Verweilzeit,
- Verbrennungstemperatur,
- Temperaturverteilung,
- Turbulenz und
- Sauerstoffüberschuss

beeinflusst werden.

## Anwendung
Anlagen zur thermischen Nachverbrennung werden in verschiedensten Branchen und Betrieben eingesetzt. Dies sind unter anderem:
- Beschichtungsbetriebe[5]
- Druckereien[5]
- Betriebe zur Herstellung von Werkstoffen aus Kohlenstoff und Elektrographit[6]
- Kaffeeröstereien[7]
- Lackierbetriebe[5]
- Mechanisch-biologische Abfallbehandlungsanlagen[8]
- Räuchereien[9]

## Besonderheiten
Bei TNV-Anlagen mit rekuperativer Wärmerückgewinnung kann nur ein Teil der bei der Verbrennung erzeugten Wärme zur Abgasvorwärmung genutzt werden. Darum ist, um Energiekosten zu sparen, eine Wärmenutzung durch den vorgelagerten Produktionsbetrieb notwendig.
Die Reaktionsmechanismen von Kohlenstoffmonoxid und Stickoxiden sind gegenläufig, weshalb es mit erhöhter Verbrennungstemperatur schwieriger wird, etwaige Emissionsbegrenzungen für Stickoxide einzuhalten. Um die Reaktionstemperaturen niedrig zu halten bzw. um Temperaturspitzen zu vermeiden, werden, auch um den Brennstoffverbrauch zu verringern, häufig Abgasreinigungsverfahren eingesetzt, die nach dem Prinzip der katalytischen bzw. regenerativen Nachverbrennung arbeiten.
Sofern durch den Verbrennungsprozess unzulässig hohe Konzentrationen an Schadstoffen wie Stickoxide oder halogenierte Wasserstoffverbindungen entstehen, ist eine weitere Reinigungsstufe nachzuschalten.
Beim Claus-Prozess wird die thermische Nachverbrennung eingesetzt, um schwefelhaltige Verbindungen im Abgas zu Schwefeldioxid zu oxidieren.